# Cochrane Lake
Ne doit pas être confondu avec Lac Cochrane.
Cochrane Lake est un hameau (hamlet) du Comté de Rocky View, situé dans la province canadienne d'Alberta.

## Démographie
En tant que localité désignée dans le recensement de 2011, Cochrane Lake a une population de 136 habitants dans 47 de ses 49 logements, soit une variation de -25.3% par rapport à la population de 2006. Avec une superficie de 0,383 2 km2, le hameau possède une densité de population de 354,906 1 hab/km2 en 2011.
Concernant le recensement de 2006, Cochrane Lake abritait 182 habitants dans 53 de ses 56 logements. Avec une superficie de 0,383 2 km2, le hameau possédait une densité de population de 474,9 hab/km2 en 2006.